# Salmonide
Salmonidele (Salmonidae) (din latina salmon = somon + greaca eidos =aspect) este o familie de pești teleosteeni de apă dulce sau migratori din emisfera nordică, caracterizați printr-o a două înotătoare dorsală, numită înotătoare adipoasă.

## Caractere morfologice
Familia salmonidelor cuprinde specii de mărime medie și mare. Au corpul alungit, fusiform, destul de gros și foarte hidrodinamic. Corpul este acoperit cu solzi cicloizi mici, deși și rezistenți; capul gol, lipsit de solzi.
Se caracterizează prin prezența aproape constantă a unei înotătoare adipoase, fără raze aparente, așezata înapoia celei dorsale. Înotătoarele ventrale în poziție abdominală. Înotătoarea dorsală scurtă, cu cel mult 16 radii,  iar în înotătoarele ventrale I (6) 7-8 radii.
Linia laterală prezentă.
Gura fără mustăți și prevăzută cu dinți prinși pe fălci și pe vomer. Deschiderea operculară este foarte largă. Branchiile în număr de 4; pseudobranchia prezentă. Membranele branhiale nu sunt contopite cu istmul.  Au 8-20 de radii branhiostegale.
Craniul cartilaginos este bine dezvoltat; porțiunea parietală lipsită de orificii sau cu o singură pereche de orificii. Mezocoracoidul prezent. Au un os supramaxilar. Occipitalul superior este în contact cu frontalele, sau separat de acestea prin parietale. Există un os intercalar (opistotic) și un os orbitosfenoid. Bazisfenoidul este prezent sau absent. Postclavicularul este fixat pe partea internă a clavicularului. Vertebrele de la baza caudalei sunt îndoite în sus. Coastele se fixează de vertebre, apofizele transverse sunt reduse sau chiar lipsesc.
Vezica aeriană este simplă, voluminoasă, bine dezvoltată și comunică cu esofagul. Stomacul curbat, în forma unui tub îndoit, fără cecuri oarbe. Intestinul este prevăzut cu apendice pilorice numeroase (între 17 și 210). Oviductele rudimentare sau lipsesc, astfel încât ovulele cad în cavitatea abdominală, de unde sunt eliminate prin oviducte scurte sau prin porul genital.

## Biologie
Salmonidele sunt răspândite în apele reci din emisfera nordică. Unele specii sunt marine anadrome, ca somonul, iar altele sunt adaptate definitiv în apele dulci, ca păstrăvii. Salmonidele sunt în majoritate pești migratori, care cresc și se maturează în mări, iar pentru reproducere pătrund în apele dulci. 
Unele specii se hrănesc cu plancton și nevertebrate bentonice, în timp ce altele sunt răpitoare hrănindu-se cu alte specii de pești.

## Importanța economică
Importanța lor economică este foarte mare. Salmonidele au o carne roșcată fără oase, foarte gustoasă și de aceea sunt foarte mult pescuite și crescute în mod artificial.

## Sistematica
Forme fosile sunt cunoscute din cretacicul superior (acum aproximativ 100 de milioane de ani).
Familia salmonidelor cuprinde 3 subfamilii cu 11 genuri și aproximativ 222 de specii.
Ordenul Salmoniformes
- Familia: Salmonidae
  - Subfamilia: Coregoninae
    - Coregonus - 78 specii
    - Prosopium - 6 specii
    - Stenodus – 1-2 specii

  - Subfamilia: Thymallinae
    - Thymallus - 13 specii

  - Subfamilia: Salmoninae
    - Brachymystax - 3 specii
    - † Eosalmo - o specie
    - Hucho - 5 specii
    - Oncorhynchus - 12 specii
    - Salmo - 43 specii
    - Salvelinus - 51 specii
    - Salvethymus - o specie